# 吉野川サンライズ大橋
吉野川サンライズ大橋（よしのがわサンライズおおはし）は、徳島県徳島市北沖洲 - 川内町旭野の吉野川河口に架かる徳島南部自動車道（四国横断自動車道阿南四万十線）の橋長1696.5 m（メートル）の桁橋・ラーメン橋。

## 概要
吉野川サンライズ大橋は吉野川の最下流に架かり、吉野川に架かる橋梁の中で最長の橋長を誇る。徳島南部自動車道の徳島沖洲IC - 徳島JCT間に位置し、高松自動車道・徳島自動車道と新直轄方式で整備されている徳島沖洲IC以南を結ぶ区間にあり、西日本高速道路（NEXCO西日本）により事業が進められている。正式名称決定前の仮称は、「吉野川大橋」であった。
工事は詳細設計・下部工（P3 - P10）・上部工を一体で発注し、鹿島建設・三井住友建設・東洋建設特定建設工事共同企業体が落札した。
上部工形式は、吊橋や斜張橋、エクストラドーズド橋などのケーブルを要する形式はシギやチドリなどの鳥類が衝突する可能性があり避けられ箱桁形式となった。架橋地点には干潟が広がり環境保全の観点から浚渫を抑える必要があった。鋼橋とPC橋の比較では河積阻害率や基礎工施工による環境改変の関係上、支間長を極力長くしたいが、PC橋で実現可能な支間長130 mで鋼橋では送出し架設が不可能で浚渫を要する台船工法を取らざるを得ないのに対してPC橋では送出し架設が可能である点でPCラーメン箱桁が採用された。
耐震性の確保、支承の維持管理低減のため、中央5径間（P4 - P9）は剛結構造とした。
主桁形状は塩害対策のため、斜めウェブ、サークルハンチなどを採用した。また、エポキシ樹脂被覆PC鋼材およびエポキシ樹脂塗装鉄筋を採用し、鋼材の腐食抑制策をとった。
下部工架設は、鋼管矢板井筒基礎は鋼管矢板を高精度に打ち込む必要があり導枠が重要な役割を果たすが、この剛性を高め、方杖を設置して台船により一括架設することにして工期短縮を図った。さらに当初台船による非出水期（11月 - 5月）の施工をしていたが、冬場はうねりや強風のため稼働率が0.6程度と低く、8基同時施工のため台船を8隻確保する必要がありコスト面でも課題があった。このため、鋼管矢板井筒の天端に作業構台を構築してタワークレーンを設置する計画に変更した。クレーンは陸上で組み立て台船で運搬することで構台構築と並行して作業が可能になった。また、クレーンは台船と異なり波浪の影響を受けないため施工性が向上し稼働率も上昇し工期短縮が図られた。さらなる工期短縮のためNEXCO西日本は河川管理者と協議を行い、2019年度（平成31年度・令和元年度）に台風時などの安全対策を条件に通年施工の認可を得られ、施工スピードが大きく上昇した。
上部工架設は、基本設計では補助桁併用場所打ち張出し架設工による架設計画であったが、下部工の遅延のため工期短縮を目的に海上部にプレキャストセグメントを採用する案に変更し、バランスドカンチレバー工法を基本に曲率半径が2000 mと小さく、水深が深いため浚渫を要せず台船を活用可能なA1 - P4間はエレクションノーズ工法を採用した。このプレキャストセグメント工法の採用例は日本国内においては従来支間長100 mまでしか実績がなく、本橋が実績を更新した。また、陸上部のP12 - P14は固定式支保工工法によった。プレキャスト化に伴い、河川内のP1 - P11の主桁は桁高を8.0 m - 4.5 mに統一し、セグメント長も20ブロックを7ブロックを2.25 m長、4ブロックを3.0 m長、9ブロックを3.5 mに統一し効率を上昇させた。プレキャスト化は副次的効果としてコンクリート品質の大幅な向上、コンクリート打設・養生に伴う汚染水漏出リスク低減が図られた。架設桁架設については工期短縮を図るため、昼夜2交代での架設を実施した。
また、中央5径間はラーメン構造となったが、固定支間長650 mに対して橋脚高が低くクリープ・乾燥収縮のため橋脚に大きな断面力が生じる。ラーメン構造の成立のため、基本計画では後ラーメン工法、水平加力工法と架設外ケーブルが併用されていたが、プレキャストセグメント工法を採用し、セグメントに3か月以上の仮置きすることでクリープ・乾燥収縮の影響を短縮し全て水平加力工法により施工した。
本橋は南海トラフ地震への対策として、道路橋示方書・同解説による地震波と内閣府による地震波の波形データによる耐震性を照査し、安全性を確認している。また、ラーメン構造では地震力が作用すると設計荷重時と逆向きの曲げモーメントが発生し、支間中央の上床版と柱頭部の下床版に引張力が作用する。場所打ちのPC橋では補強鉄筋により対処ができるが、本橋はプレキャストセグメントによる架設のため、こうした対策が取れない。このため、支間中央の上床版と柱頭部の下床版にプレストレスを与えていない無緊張鋼材を配置した。。
高欄は当初景観性を考慮して鋼製の半壁高欄を採用予定だったが、工期短縮の必要性から現場打ちのRC壁高欄に切り替えた。
- 形式 - PC15径間連続箱桁橋
- 活荷重 - B活荷重
- 道路規格 - 第1種第2級B規格（暫定時は第1種第3級B規格）
- 橋長 - 1696.500 m
  - 支間割 - (94.400 m + 11×130.000 m + 78.000 m + 45.000 m + 43.900 m)
- 幅員
  - 総幅員 - 10.300 m
  - 有効幅員 - 9.270 m
  - 車道 - 9.270 m
- 横断勾配 - 2.5 % - 3.0 %
- 平面曲線 - 曲率半径2000 m - 直線 - 曲率半径7000 m
- 下部工 - ラーメン式橋台（A1）・逆T式橋台（A2）・柱式橋脚（P1 - P14）
- 基礎 - 鋼管回転杭基礎（A1・A2・P12 - P14）・鋼管矢板井筒基礎（P1 - P11）
- 基本設計 - エイト日本技術開発
- 詳細設計 - 鹿島建設・三井住友建設・東洋建設特定建設工事共同企業体
- 施工 - 鹿島建設・三井住友建設・東洋建設特定建設工事共同企業体
- 架設工法 - プレキャストセグメントによる張出し架設工法、固定式支保工工法

## 歴史
吉野川大橋は基本設計を2014年（平成26年）8月から2015年（平成27年）6月にかけ実施した。2016年（平成28年）2月に下部工に着手し、2020年（令和2年）1月に完了した。
上部工は2020年（令和2年）2月に着手し、2021年（令和3年）10月8日に主桁が閉合した。
橋名は2021年（令和3年）7月から8月にかけ公募を実施し、同年11月24日に名称を吉野川サンライズ大橋とすることが発表された。
2022年（令和4年）3月21日の徳島沖洲IC - 徳島JCT間の開通により供用開始された。
2022年度（令和4年度）には土木学会田中賞作品部門およびプレストレストコンクリート工学会賞作品賞を受賞した。2023年度（令和5年度）には土木学会デザイン賞優秀賞を受賞した。

## ギャラリー

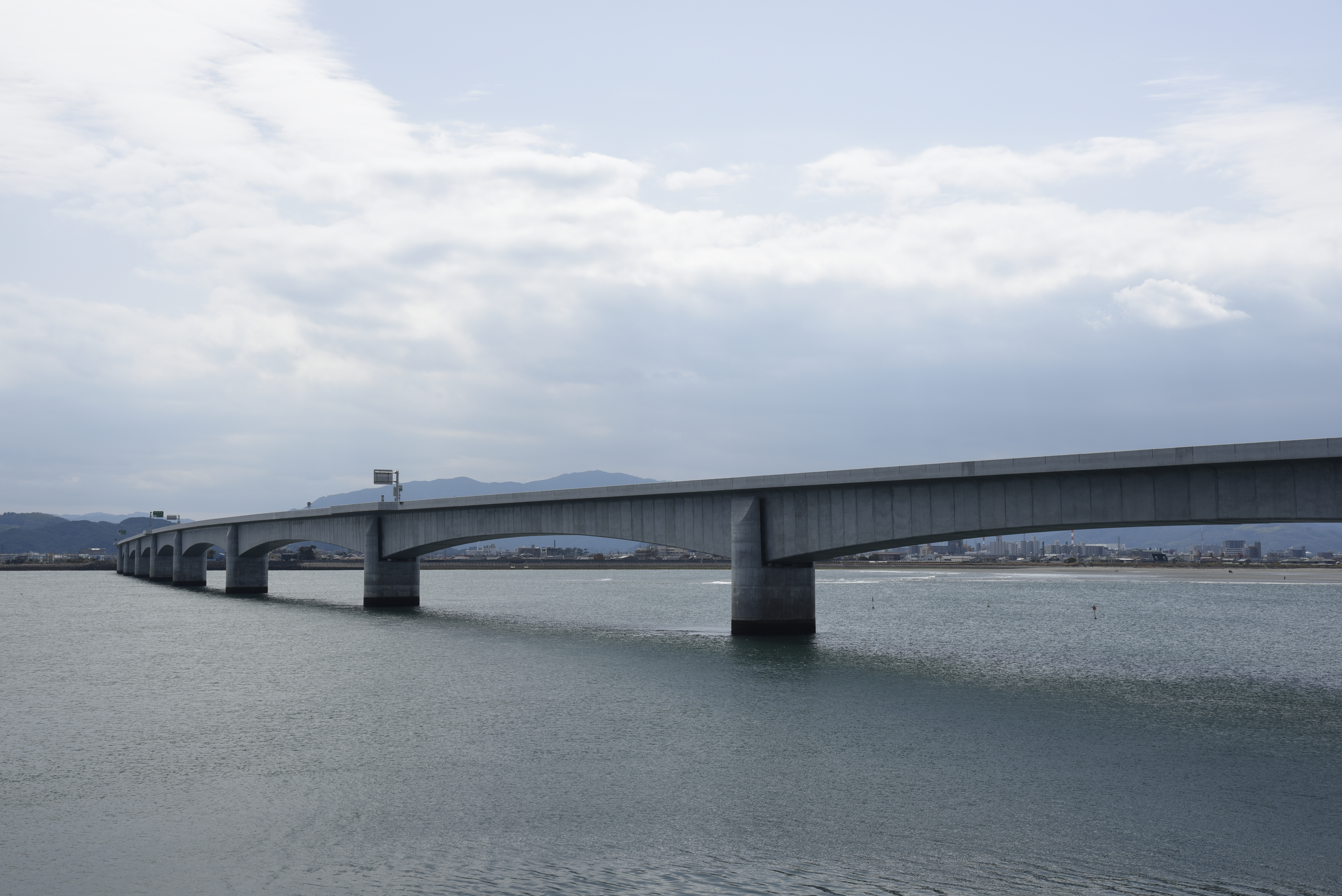
北東側から
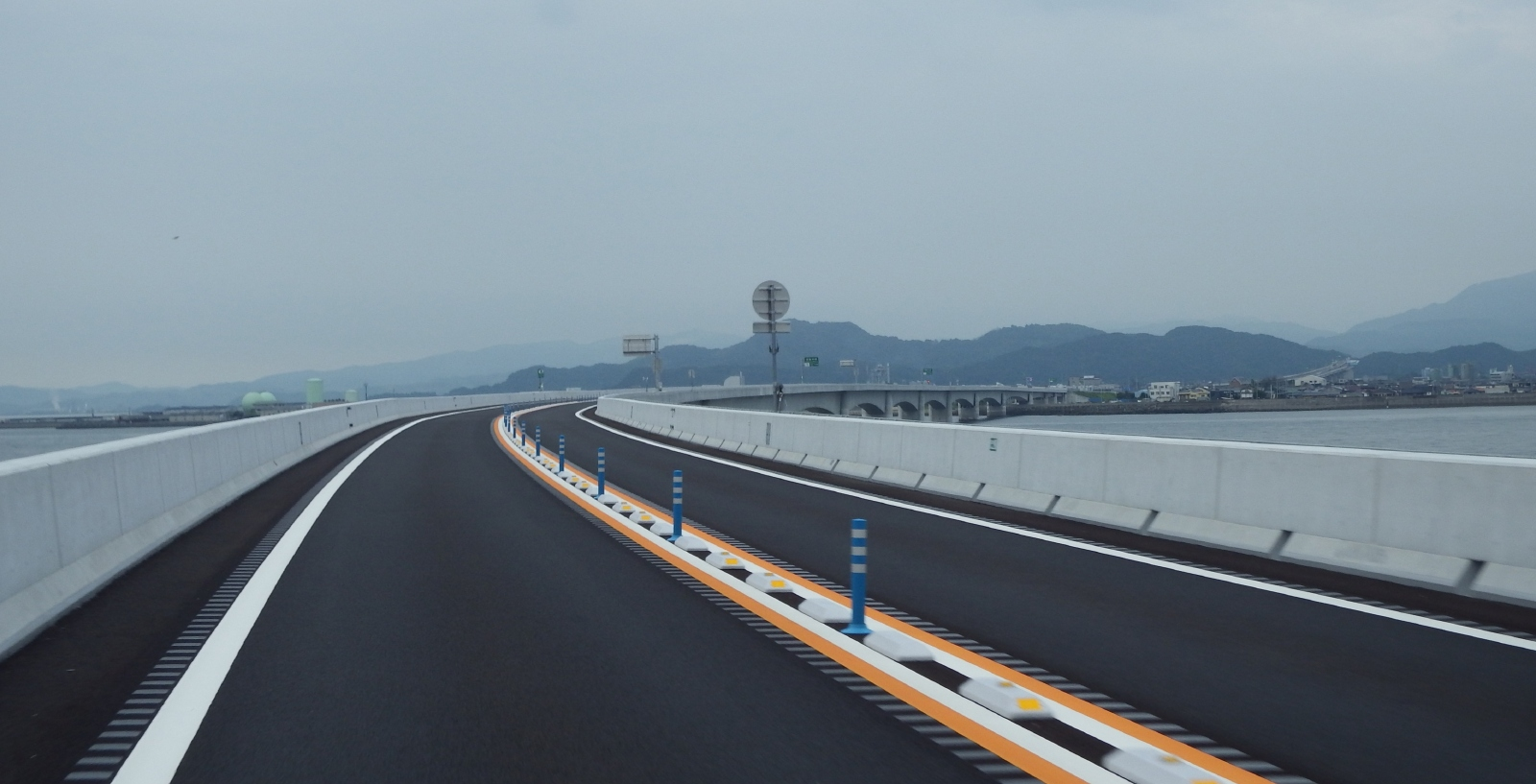
下り線を走行中